# Larissa França
Larissa França, née le 14 avril 1982 à Cachoeiro de Itapemirim (Brésil), est une joueuse brésilienne de beach-volley. Elle a notamment été Championne du monde de sa discipline. Elle faisait équipe jusqu'en décembre 2012 avec Juliana Felisberta da Silva, formant la paire à succès Juliana-Larissa.

## Carrière

### Les débuts
Après avoir commencé sa carrière en beach-volley avec ses compatriotes Leninha (2002) puis Ana Richa (2003), avec laquelle elle participe aux Championnats du Monde de Rio de Janeiro, Larissa commence à partir de janvier 2004 son long partenariat avec Juliana Felisberta da Silva.

### La consécration
Médaillées de bronze aux Jeux olympiques de Londres en 2012, Juliana et Larissa ont joué ensemble pendant neuf ans, et ont remporté à sept reprises le Circuit mondial, cinq fois le Circuit brésilien, deux fois les Jeux panaméricains et une fois le Championnat du monde, en 2011.
Le duo a cumulé plus de 100 titres et 1 000 victoires. Lors de l'année civile 2012, elles ont notamment remporté 3 tournois du FIVB Beach Volley World Tour 2012 (Pékin, Berlin & Stare Jabłonki).
Juliana et Larissa annoncent la fin de leur partenariat gagnant en octobre 2012, sur décision de Larissa, 30 ans à l'époque, qui avait décidé d'abandonner la compétition afin d'essayer de devenir mère. Le duo termine sa fructueuse collaboration sur une victoire et une Médaille de Bronze lors de la sixième étape du Circuit national brésilien à Rio de Janeiro le 10 décembre 2012.

### Un retour surprise
Absente du Circuit mondial FIVB pendant plus de 22 mois, Larissa annonce son retour pour le Grand Chelem Transavia de La Haye en juillet 2014. Sa légendaire partenaire Juliana ayant poursuivi sa carrière avec Maria Antonelli pendant son absence, Larissa s'associe pour cette nouvelle carrière avec Talita Rocha. 
Délaissant Taiana Lima, avec laquelle elle a pourtant réussi une année 2013 exceptionnelle (cinq victoires en Grands Chelems !), Talita déclare qu'elle « ne pouvait pas laisser passer l'occasion de s'associer à la meilleure beach-volleyeuse du monde ». Le nouveau duo Larissa-Talita termine neuvième pour sa première association.

## Palmarès

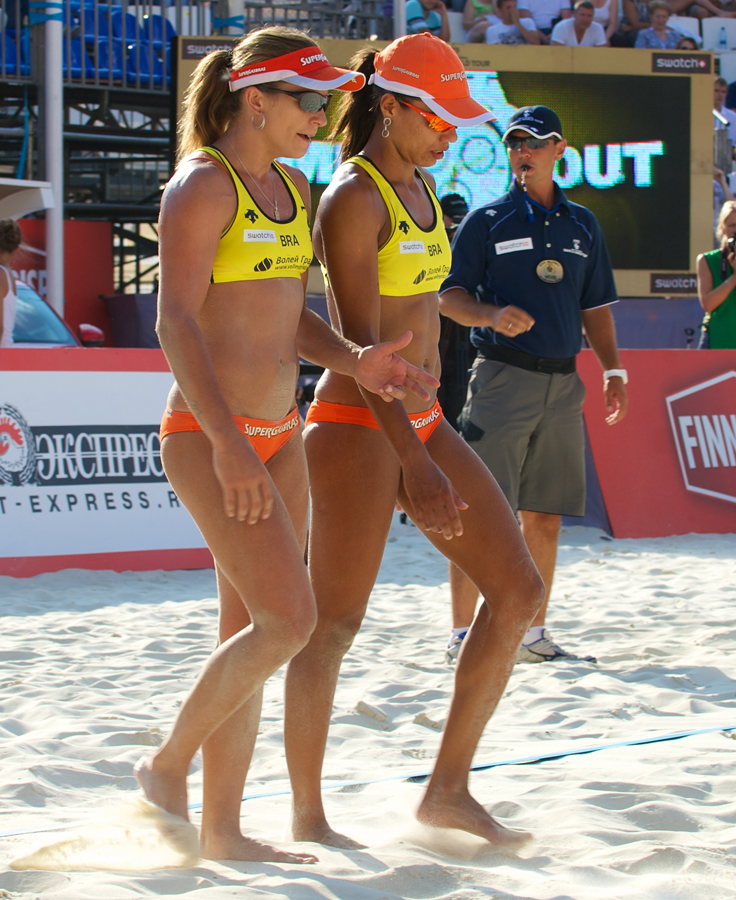
Larissa França (g) avec Juliana Felisberta da Silva, 2011

### Jeux olympiques d'été
- Médaille de bronze en 2012 à Londres avec Juliana Felisberta da Silva

### Championnats du monde de beach-volley
- Médaille d'or en 2011 à Rome avec Juliana Felisberta da Silva
- Médaille d'argent en 2005 à Berlin avec Juliana Felisberta da Silva
- Médaille d'argent en 2009 à Stavanger avec Juliana Felisberta da Silva
- Médaille de bronze en 2007 à Gstaad avec Juliana Felisberta da Silva
- Médaille de bronze en 2017 à Vienne avec Talita Antunes da Rocha

### Jeux panaméricains
- Médaille d'or en 2007 à Rio de Janeiro avec Juliana Felisberta da Silva
- Médaille d'or en 2011 à Guadalajara avec Juliana Felisberta da Silva
- Médaille de bronze en 2003 à Saint-Domingue avec Ana Richa

## Vie privée
Larissa s'est mariée en août 2013 avec sa compatriote Liliane Maestrini, elle-même joueuse de beach-volley.